# Astreopora explanata
Astreopora explanata är en korallart som beskrevs av Veron 1985. Astreopora explanata ingår i släktet Astreopora och familjen Acroporidae. Inga underarter finns listade i Catalogue of Life.